# Sébastien Thill
Sébastien Thill, né le 29 décembre 1993, est un footballeur international luxembourgeois jouant au poste de milieu offensif au Stal Rzeszów.
Issu d'une famille de footballeurs, ses parents Serge et Nathalie Thill sont d'anciens internationaux luxembourgeois, tout comme ses frères Olivier et Vincent.

## Biographie

### Carrière en club

#### Au Sheriff Tiraspol (depuis 2020)
Sébastien Thill est champion de Moldavie en 2020-2021 avec le club de Sheriff Tiraspol.
Le 28 septembre 2021, il inscrit un but d'anthologie face au Real Madrid qui permet à son équipe de remporter à la surprise générale son deuxième match de Ligue des champions de la saison (victoire 2-1), sur la pelouse du Santiago-Bernabéu.
Il a inscrit son troisième but dans la compétition malgré une défaite des siens 3-1

### Carrière internationale
Le 5 septembre 2015, il joue son premier match avec l'équipe du Luxembourg, face à la Macédoine. Il remplace Christopher Martins Pereira à la 72e minute de la rencontre et inscrit le but de la victoire (1-0) dans les arrêts de jeu.

## Palmarès

### En club
Sheriff Tiraspol
- Championnat de Moldavie :
  - Champion : 2020-21.

### Distinctions personnelles
Le premier buteur luxembourgeois dans l'histoire de Ligue des champions avec un but contre le Real Madrid le 28 septembre 2021.

## Statistiques
| Saison                | Club                    | Championnat           | Championnat | Championnat | Coupe(s) nationale(s) | Coupe(s) nationale(s) | Supercoupe | Supercoupe | Compétition(s) continentale(s) | Compétition(s) continentale(s) | Compétition(s) continentale(s) | Total | Total |
| Saison                | Club                    | Division              | M.          | B.          | M.                    | B.                    | M.         | B.         | Comp.                          | M.                             | B.                             | M.    | B.    |
| 2009-2010             | CS Pétange              | D1                    | 10          | 1           | 1                     | 0                     | -          | -          | -                              | -                              | -                              | 11    | 1     |
| 2010-2011             | CS Pétange              | D1                    | 11          | 0           | -                     | -                     | -          | -          | -                              | -                              | -                              | 11    | 0     |
| 2011-2012             | CS Pétange              | D1                    | 25          | 7           | -                     | -                     | -          | -          | -                              | -                              | -                              | 25    | 7     |
| Sous-total            | Sous-total              | Sous-total            | 46          | 8           | 1                     | 0                     | 0          | 0          | -                              | 0                              | 0                              | 47    | 8     |
| 2012-2013             | Progrès Niederkorn      | D1                    | 27          | 5           | -                     | -                     | -          | -          | -                              | -                              | -                              | 27    | 5     |
| 2013-2014             | Progrès Niederkorn      | D1                    | 24          | 9           | 4                     | 0                     | -          | -          | -                              | -                              | -                              | 28    | 9     |
| 2014-2015             | Progrès Niederkorn      | D1                    | 25          | 3           | 1                     | 1                     | -          | -          | -                              | -                              | -                              | 26    | 4     |
| 2015-2016             | Progrès Niederkorn      | D1                    | 22          | 5           | 2                     | 1                     | -          | -          | C3                             | 2                              | 0                              | 26    | 6     |
| 2016-2017             | Progrès Niederkorn      | D1                    | 26          | 6           | 1                     | 0                     | -          | -          | -                              | -                              | -                              | 27    | 6     |
| 2017-2018             | Progrès Niederkorn      | D1                    | 23          | 9           | 2                     | 0                     | -          | -          | C3                             | 4                              | 1                              | 29    | 10    |
| 2018-2019             | Progrès Niederkorn      | D1                    | 26          | 5           | 4                     | 1                     | -          | -          | C3                             | 5                              | 0                              | 35    | 6     |
| 2019-2020             | Progrès Niederkorn      | D1                    | 17          | 1           | 3                     | 0                     | -          | -          | C3                             | 5                              | 0                              | 25    | 1     |
| 2020-2021             | Progrès Niederkorn      | D1                    | 1           | 0           | -                     | -                     | -          | -          | C3                             | 1                              | 1                              | 2     | 1     |
| Sous-total            | Sous-total              | Sous-total            | 191         | 43          | 17                    | 3                     | 0          | 0          | -                              | 17                             | 2                              | 225   | 48    |
| 2020-2021             | FK Tambov (prêt)        | D1                    | 7           | 0           | 1                     | 0                     | -          | -          | -                              | -                              | -                              | 8     | 0     |
| Sous-total            | Sous-total              | Sous-total            | 7           | 0           | 1                     | 0                     | 0          | 0          | -                              | 0                              | 0                              | 8     | 0     |
| 2020-2021             | Sheriff Tiraspol (prêt) | D1                    | 14          | 4           | 3                     | 0                     | -          | -          | -                              | -                              | -                              | 17    | 4     |
| 2021-2022             | Sheriff Tiraspol (prêt) | D1                    | 22          | 6           | 1                     | 0                     | 1          | 0          | C1                             | 14+2                           | 3+1                            | 40    | 10    |
| Sous-total            | Sous-total              | Sous-total            | 36          | 10          | 4                     | 0                     | 1          | 0          | -                              | 16                             | 4                              | 57    | 14    |
| 2022-2023             | Hansa Rostock           | 2. Bundesliga         | 10          | 0           | -                     | -                     | -          | -          | -                              | -                              | -                              | 10    | 0     |
| 2023-2024             | Hansa Rostock           | Regionalliga Nord-Est | 5           | 1           | -                     | -                     | -          | -          | -                              | -                              | -                              | 5     | 1     |
| Sous-total            | Sous-total              | Sous-total            | 15          | 1           | 0                     | 0                     | 0          | 0          | -                              | 0                              | 0                              | 15    | 1     |
| 2023-2024             | Stal Rzeszów            | I liga                | 27          | 2           | 3                     | 1                     | -          | -          | -                              | -                              | -                              | 30    | 3     |
| Sous-total            | Sous-total              | Sous-total            | 27          | 2           | 3                     | 1                     | 0          | 0          | -                              | 0                              | 0                              | 30    | 3     |
| Total sur la carrière | Total sur la carrière   | Total sur la carrière | 322         | 64          | 22                    | 4                     | 1          | 0          | -                              | 25                             | 5                              | 370   | 73    |